# Istruzione in Corea del Nord

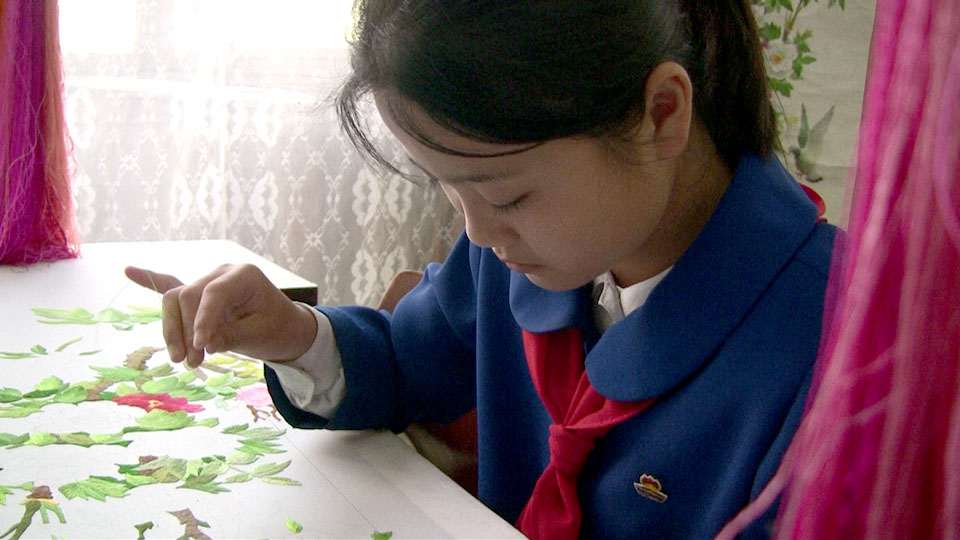
Una bambina con il fazzoletto dei Giovani Pionieri al Mangyondae Schoolchildrens Palace di Pyongyang.

L'istruzione in Corea del Nord è basata un sistema scolastico universale finanziato dallo Stato. Le statistiche del governo riportano che il tasso d'alfabetizzazione dei cittadini dai 15 anni in su è approssimativamente al 100%. I bambini frequentano un anno di asilo, 4 di scuola primaria, 6 di secondaria e in seguito si iscrivono all'università.
Nel 1988, l'UNESCO ha riportato che la Corea del Nord possedeva 35 000 asili, 59 000 scuole primarie, 111 000 secondarie, 23 000 collegi e università, e altri 4 000 istituti post-secondarie.

## Storia

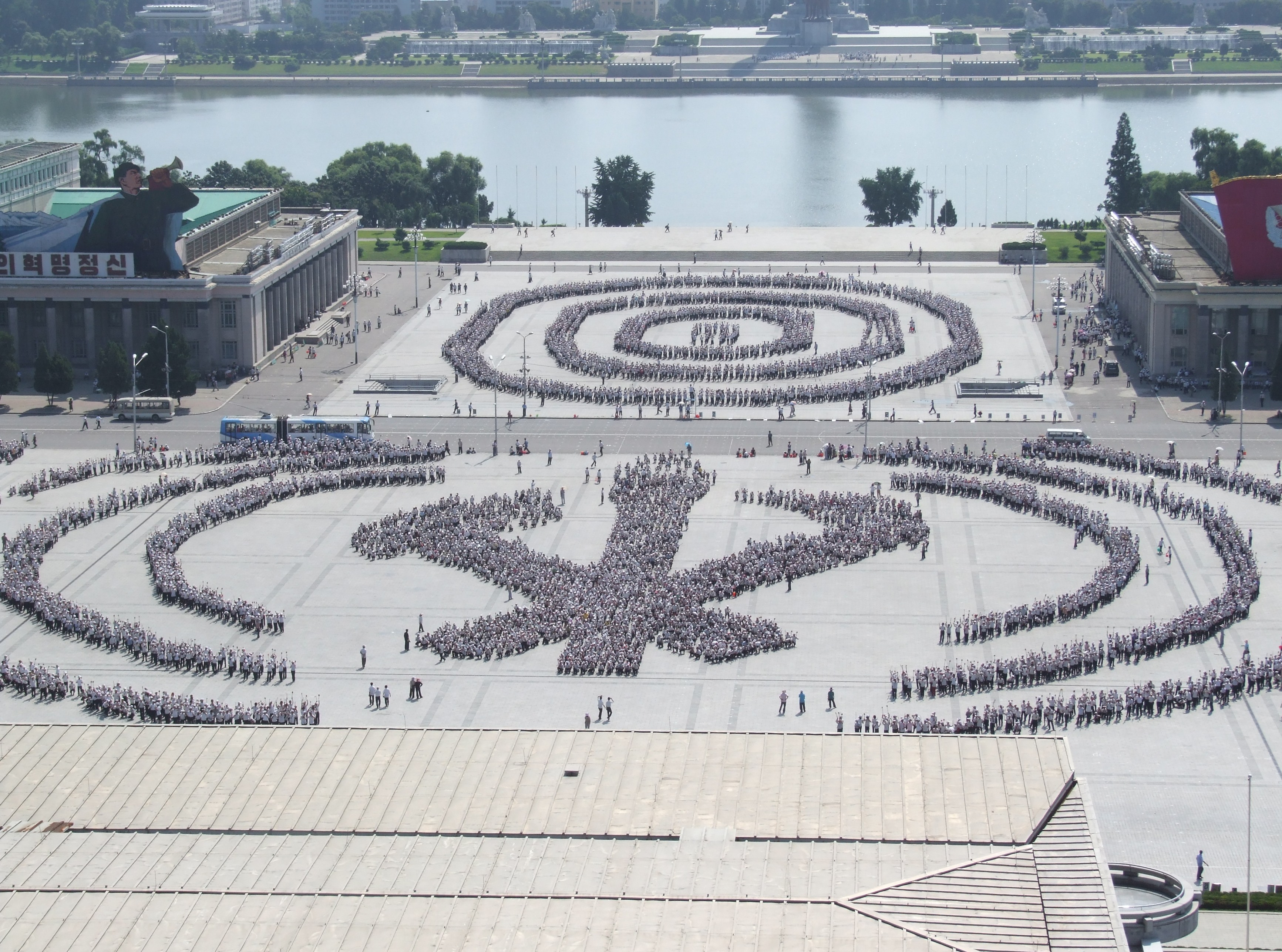
Bambini realizzano il simbolo del Partito del Lavoro di Corea come pratica per la marcia della torcia in Piazza Kim Il-sung, 2012.

L'istruzione ha avuto un ruolo centrale nello sviluppo sociale e culturale della Corea tradizionale e della Corea del Nord contemporanea. Durante la dinastia Joseon, la corte reale istituì un sistema di scuole per insegnare materie confuciane nelle province e nelle quattro scuole secondarie della capitale.
Durante il XV secolo, le scuole sostenute dallo stato calarono in qualità e incominciarono a diffondersi le accademie private, i seowon, che divennero il centro della rinascita neoconfuciana. L'istruzione superiore veniva fornita dalla Seonggyungwan, l'università nazionale confuciana di Seul limitata a 200 studenti che avevano superato gli esami del servizio civile inferiore e si stavano preparando per gli esami superiori.
A cavallo tra il tardo XIX e l'inizio del XX secolo, il seowon fu abolito dal governo centrale e i missionari cristiani fondarono scuole moderne che insegnavano materie occidentali. Tra queste vi era la prima scuola per donne, la Ehwa Woman's University, fondata dai missionari metodisti americani come scuola elementare a Seul nel 1886. Durante gli ultimi anni della dinastia, i missionari e altre personalità fondarono ben 3 000 scuole private che insegnavano materie moderne a entrambi i sessi. La maggior parte di queste scuole era concentrata nella parte settentrionale della Corea.
Dopo che l'Impero giapponese occupò la Corea nel 1910, il regime coloniale stabilì un sistema educativo con due obiettivi: dare ai coreani un'educazione minima progettata per prepararli a ruoli subordinati in un'economia moderna e renderli fedeli sudditi leali dell'imperatore; e per fornire un'istruzione di qualità superiore agli espatriati giapponesi che si erano stabiliti in gran numero nella penisola coreana.
Nel 1923 fu fondata a Seul un'università statale modellata su quella imperiale di Tokyo, ma il numero di coreani al quale fu concesso di studiare non superò mai il 40% degli iscritti poiché il resto degli studenti erano giapponesi. Le università private, incluse quelle istituite dai missionari come il Sungsil College di Pyongyang e il Chosun Christian College di Seul, offrivano altre opportunità ai coreani che desideravano un'istruzione superiore.
Dopo la fondazione della Corea del Nord, fu istituito un sistema educativo modellato in gran parte su quello dell'Unione Sovietica. Secondo le fonti nordcoreane, al momento della nascita del Paese, due terzi dei bambini in età scolare non frequentavano la scuola elementare e la maggior parte degli adulti, circa 2,3 milioni, era analfabeta. Nel 1950, l'istruzione primaria divenne obbligatoria per i bambini. Lo scoppio della guerra di Corea, tuttavia, ritardò il raggiungimento di questo obiettivo; l'educazione primaria universale verrà raggiunta solamente nel 1956. Nel 1958 alcune fonti ufficiali dello stato dichiararono che era stata applicata l'istruzione primaria e secondaria obbligatoria di sette anni.
Nel 1959, fu introdotta in tutte le scuole l'istruzione universale finanziata dallo stato: il governo non solo pagava la formazione e le strutture educative, ma anche libri di testo, uniformi, vitto e alloggio. Nel 1967, la durata dell'istruzione obbligatoria fu aumentata a nove anni. Nel 1975 è stato implementato il sistema educativo obbligatorio di undici anni, che comprendeva un anno di istruzione prescolare e dieci anni di istruzione primaria e secondaria; quel sistema rimase in vigore fino al 1993. Secondo un discorso pronunciato nel 1983 da Kim Il-sung ai ministri dell'istruzione dei paesi non allineati a Pyongyang, l'istruzione superiore universale obbligatoria doveva essere introdotta "nel prossimo futuro". A quel tempo, gli studenti non avevano alcuna spesa scolastica e lo stato pagava l'istruzione di quasi la metà della popolazione all'epoca di 18,9 milioni di abitanti.
Nel 2012 il leader Kim Jong-un ha approvato una legge per aumentare l'istruzione obbligatoria a 12 anni. Prima, il sistema formativo nordcoreano gratuito aveva una durata di 11 anni, composto da un anno di scuola materna, quattro di scuola elementare e sei di scuola secondaria. Dopo la riforma, il sistema tende ad assomigliare a quello della Corea del Sud, costituito da sei anni di scuola elementare, tre anni di scuola media e tre anni di scuola superiore.

## Istruzione primaria e secondaria

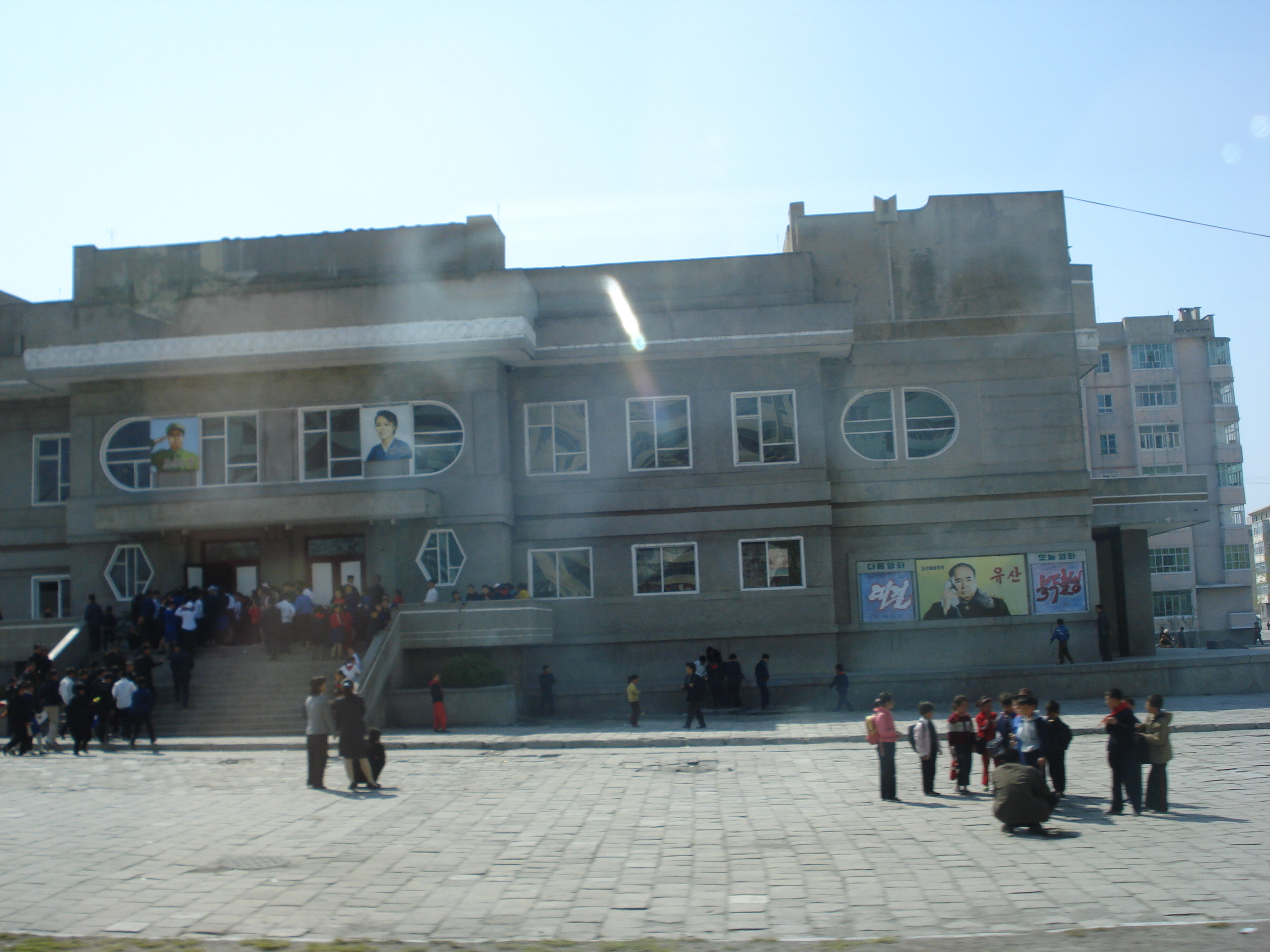
Una scuola primaria.

All'inizio degli anni novanta, il sistema di istruzione obbligatoria primaria e secondaria era diviso in un anno di scuola dell'infanzia, quattro di scuola elementare (chiamata "scuola del popolo") per bambini dai 6 ai 9 anni e anni di scuola media superiore (scuola secondaria) da dieci a quindici. Sono garantiti due anni di asilo nido per i bambini dai quattro ai sei anni, di cui solo il secondo (la scuola materna di livello superiore) è obbligatorio.
A metà degli anni ottanta, erano attive 9 530 scuole primarie e secondarie. Dopo essersi diplomati presso la scuola del popolo, gli studenti entrano in una scuola secondaria normale o in una scuola secondaria speciale specializzata sulla musica, l'arte o le lingue straniere. Queste scuole insegnano sia le loro materie d'indirizzo che quelle generali. L'Istituto rivoluzionario Mangyongdae, dove i bambini dell'élite nordcoreana sono preparati per il servizio come ufficiali dell'Armata popolare coreana, è un'importante scuola speciale in cui viene data una maggiore enfasi alla moderna formazione in economia e computer, come nella Scuola rivoluzionaria Kang Pan Sok.
Nelle scuole medie superiori, le materie politicamente orientate, tra cui il "Grande Kim Il-sung" e la "Morale comunista", nonché la "Politica del partito comunista", occupano solo il 5,8% della formazione.

## Educazione sociale

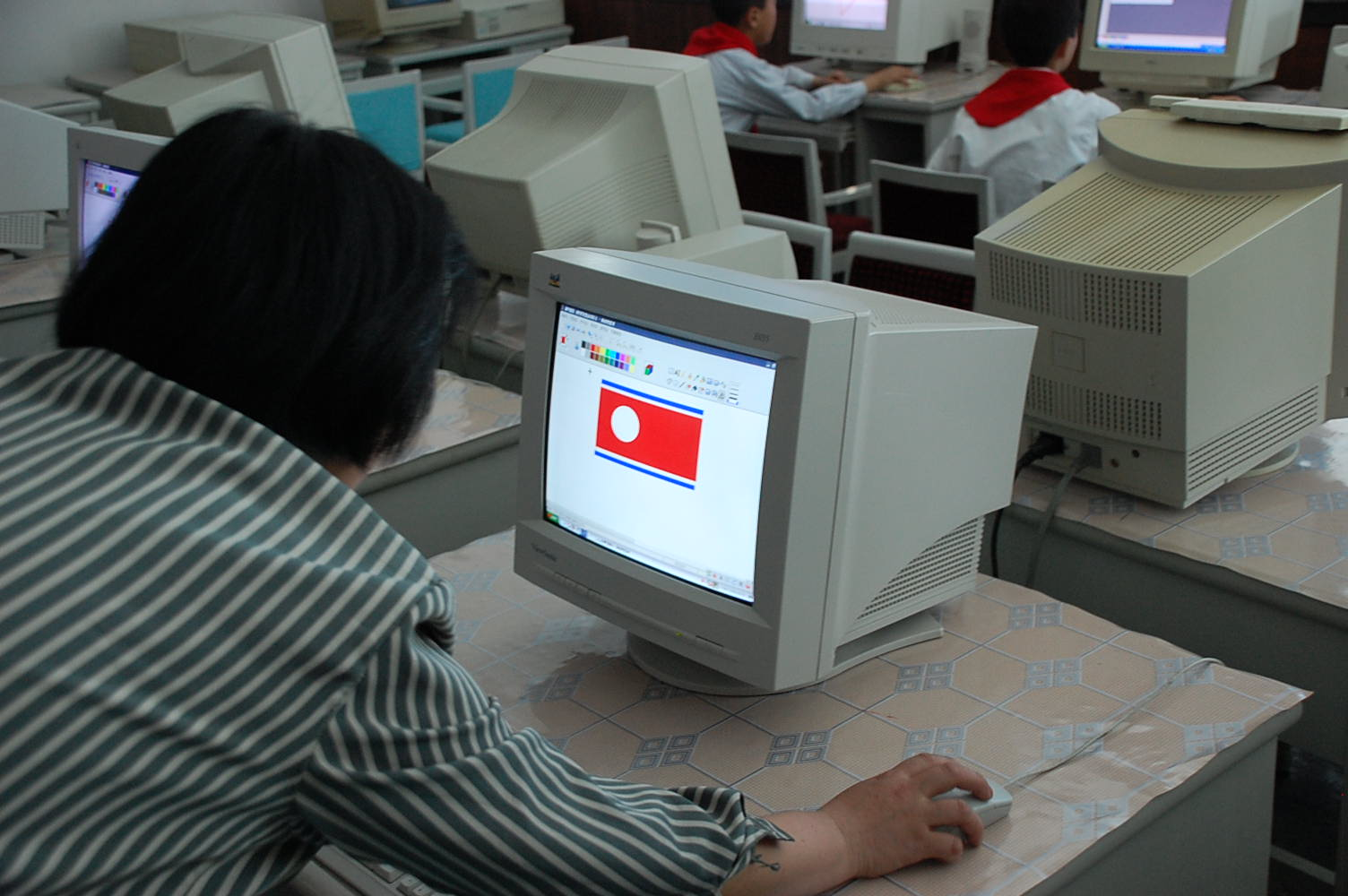
Una lezione di informatica a scuola.

Al di fuori della struttura formale delle scuole e delle aule vi è la cosiddetta "educazione sociale", con attività extrascolastiche che riguardano la vita familiare e la gamma di relazioni umane nella società nordcoreana. L'attenzione viene data all'influenza del contesto sociale sul bambino e sul suo ruolo nello sviluppo del suo carattere.
L'idea alla base dell'educazione sociale è quella di fornire un ambiente attentamente controllato in cui i bambini siano isolati da influenze considerate negative dal governo. Secondo un funzionario nordcoreano intervistato nel 1990, "l'istruzione scolastica non è sufficiente per trasformare la nuova generazione in uomini di conoscenza, virtù e di benessere fisico. Dopo la scuola, i nostri bambini hanno molte ore libere. Perciò è importante organizzare in modo efficiente la loro formazione extrascolastica."
Nelle sue Tesi sull'educazione socialista del 1977, Kim Il-sung descrisse le componenti basilari dell'educazione sociale. Nel Corpo dei Giovani Pionieri e nella Lega della Gioventù Socialista, i giovani apprendono la natura della vita collettiva e dell'organizzazione in Corea del Nord e alcuni si preparano per diventare membri del Partito del Lavoro di Corea. Nelle aule e nei palazzi degli studenti e scolari, i giovani partecipano a molte attività extrascolastiche dopo la scuola.
Esistono edifici culturali come biblioteche, musei, monumenti e siti storici della rivoluzione coreana, e mass media finalizzati all'educazione sociale; inoltre sono stati costruiti enormi e ben forniti "Palazzi degli scolari" con palestre e teatri a Pyongyang, Mangyongdae e altri siti. In questi palazzi vengono svolte conferenze e seminari politici, dibattiti, recite di poesia e forum scientifici. Il Palazzo degli studenti e dei bambini di Pyongyang ospitava nei primi anni novanta circa 10 000 bambini al giorno.

## Istruzione superiore
Gli istituti per l'istruzione superiore comprendono college e università, tra cui college per la formazione degli insegnanti, con un corso di quadriennale per la preparazione di maestri d'asilo e delle scuole primarie e secondarie; college di tecnologia avanzata con corsi di due o tre anni; scuole di medicina con corsi di sei anni; college speciali per scienza e ingegneria, arte, musica e lingue straniere; e college e accademie militari. Il rapporto di Kim Il-sung al VI Congresso del PLC nell'ottobre del 1980 rivelò all'epoca che vi erano 170 "istituti di istruzione superiore" e 480 "scuole specializzate superiori".
Nel 1987, 220.000 studenti frequentavano scuole specializzate superiori di due o tre anni e 301.000 studenti erano iscritti a college e corsi universitari quadriennali. Secondo Nicholas Eberstadt e Judith Banister, il 13,7% della popolazione dai sedici anni in su stava studiando o si era laureata negli istituti di istruzione superiore nel 1987-88.

### Università
Ogni università della Corea del Nord deve ricevere una certa percentuale (dal 20% al 30) di soldati in congedo (che hanno servito per più di tre anni) o lavoratori (impiegati da più di cinque anni).
L'Università Kim Il-sung, fondata nell'ottobre del 1946, è la prima università ad essere stata istituita in Corea del Nord ed è l'unica che offre lauree, master e dottorati e la competizione per l'ammissione è elevata: secondo uno studente coreano-americano che ha visitato l'università nei primi anni ottanta, viene ammesso solamente uno studente su cinque o sei candidati. Un criterio importante per l'ammissione è quello di avere un diploma di scuola media superiore, anche se i criteri politici costituiscono dei fattori importanti per la selezione. Una persona che desidera ottenere l'iscrizione a qualsiasi istituto di istruzione superiore deve essere nominata dal locale "comitato di raccomandazione del college" prima dell'approvazione da parte delle commissioni a livello provinciale e di contea. Tra i college e le facoltà dell'Università Kim Il-sung vi sono economia, storia, filosofia, diritto, lingue e letterature straniere, geografia, fisica, matematica, chimica, fisica nucleare, biologia e informatica. Ci sono circa 3 000 membri delle facoltà, compresi insegnanti e ricercatori. Tutte le strutture sono situate in un campus moderno nella parte settentrionale di Pyongyang.
L'Università di tecnologia Kim Chaek e l'Istituto di scienze naturali, che si occupano rispettivamente di informatica e scienze naturali legate alla ricerca sul nucleare. L'Università per gli studi stranieri di Pyongyang forma diplomati al livello lavorativo e ufficiali di commercio, mentre l'Università Kim Hyong Jik forma nuovi docenti. A Pyongyang sono presenti l'Università medica e l'Università di musica e danza.
Choson Exchange, un'organizzazione no-profit fondata dalle università di Harvard, Yale, Wharton School con studenti laureati di Singapore, svolge anche programmi di consulenza e formazione in finanza, economia e commercio con l'Università Kim Il-sung e la Banca statale di sviluppo in Corea del Nord. I loro programmi sono rivolti ai nordcoreani al di sotto dei 40 anni e impiegano materiali OpenCourseWare assieme a conferenze in loco per offrire corsi di formazione durante tutto l'anno.
La Pyongyang University of Science and Technology (PUST), aperta nel 2010, è l'unico istituto joint venture del Paese per gli studi superiori fondato, finanziato e gestito da gruppi della Chiesa evangelica e da cittadini di entrambe le Coree, come anche dalla Cina e dagli USA. Prevede di reclutare annualmente circa 200 studenti con Master e dottorati ogni anno, provenienti da entrambe le Coree e con metà delle facoltà assunte da università e istituti di ricerca esteri. In questa università, i corsi saranno tenuti in coreano e in inglese.
La Pyongyang Business School offre corsi brevi tenuti da docenti stranieri. Finanziata dalla Svizzera, ha lo scopo di insegnare agli studenti la gestione aziendale, similmente al Centro per lo studio del sistema capitalista, istituito nel 2000.
Nel 2016, le università più remote del Paese hanno ottenuto l'attenzione da parte dei media statali che criptano i piani delle lezioni e li inviano tramite un metodo di trasmissione radiofonica.

## Istruzione per adulti

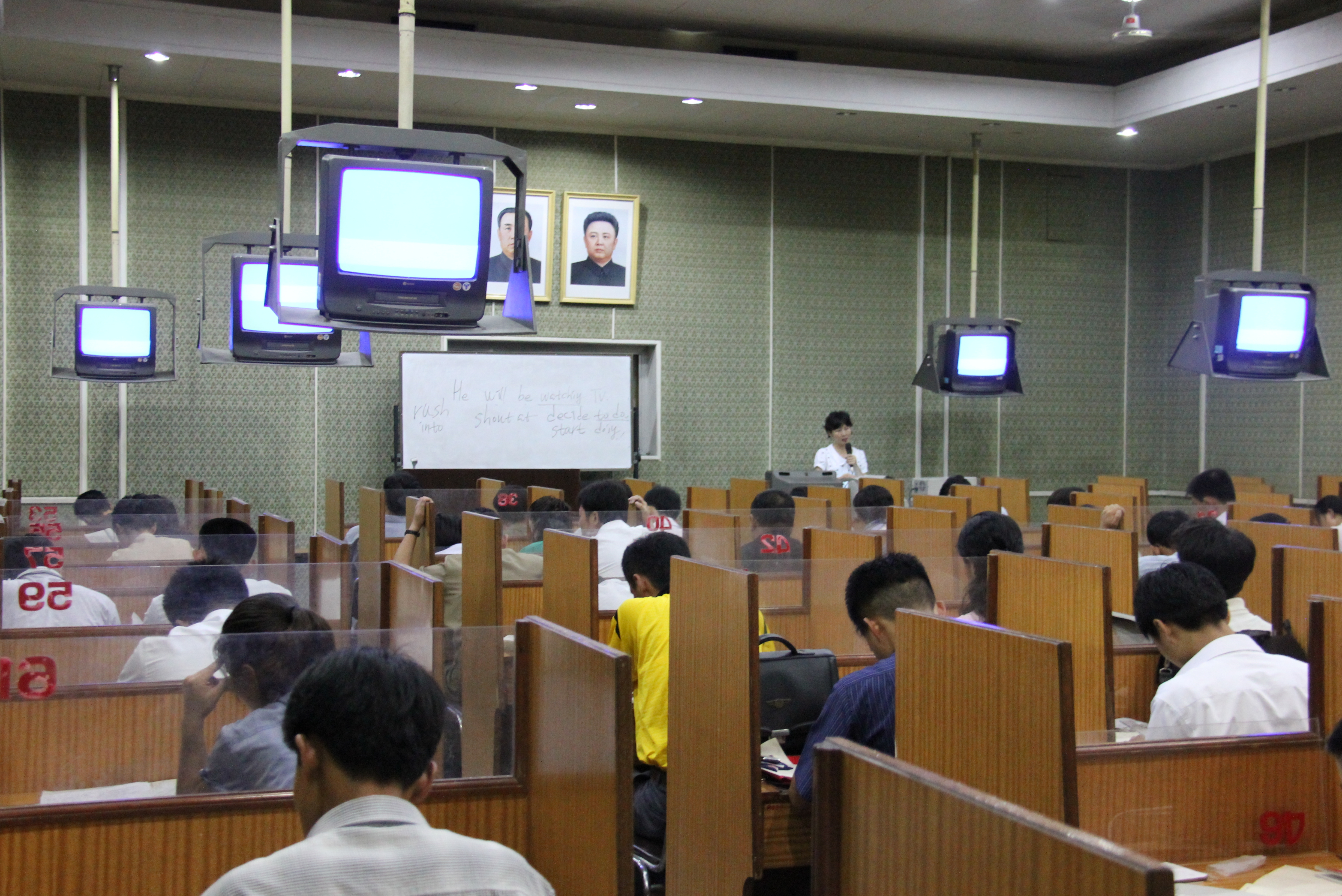
Lezione di lingua inglese alla Grande Casa di studio del popolo di Pyongyang.

Per via dell'enfasi data alla formazione continua di tutti i membri della società, l'istruzione degli adulti e lo studio-lavoro vengono attivamente supportati dal governo: quasi tutti i cittadini partecipano a qualche attività educativa, solitamente sotto forma di "piccoli gruppi di studio". Negli anni ottanta, il tasso di alfabetizzazione delle persone adulte era stimato al 99%.
Nei primi anni novanta, le persone nelle aree rurali venivano organizzate in "squadre di cinque famiglie" con funzioni educative e di sorveglianze, sotto la responsabilità di un insegnante o di un altro intellettuale. Gli impiegati e gli operai hanno invece "sessioni di studio" di due ore durante il lavoro ogni giorno su argomenti politici e tecnici.
Tra gli istituti per l'istruzione degli adulti nei primi anni novanta vi erano i "college delle fabbriche", dove venivano insegnate ai lavoratori nuove abilità e tecniche senza allontanarli dal lavoro. Gli studenti lavorano part-time, studiano la sera o seguono dei brevi corsi intensivi, lasciando il posto di lavoro solamente per un mese circa. Ci sono anche i "college delle fattorie", dove gli agricoltori possono studiare per diventare ingegneri e assistenti tecnici anche tramite un sistema di formazione a distanza. Per i lavoratori e i contadini che non sono in grado di ricevere un'educazione scolastica regolare, esistono le "scuole di lavoratori" e "scuole medie superiori di lavoratori", anche se all'inizio degli anni novanta queste divennero meno importanti con l'introduzione dell'istruzione obbligatoria di 11 anni.